# Parchim
Parchim és una ciutat a l'estat alemany de Mecklemburg-Pomerània Occidental a la riba del riu Elde. Des del 4 de setembre de 2011 va esdevenir la capital del districte de Ludwigslust-Parchim, una fusió dels districtes de Parchim i Ludwigslust.
A la fi del 2013 tenia 17.129 habitants, una pèrdua de 2.919 en 13 anys, el 2000 encara eren 20.048. Era la seu administrativa del districte homònim, i el 4 de setembre de 2011 va esdevenir la capital del nou districte Ludwigslust-Parchim, resultat d'una reforma administrativa esdevinguda necessària a causa de la contínua despoblació.

## Història
El primer esment escrit data del 1170 en una carta de l'emperador Frederic I. El 1225/26 Parchim va obtenir els drets de ciutat. El 1240, el senyor Pribislau I va crear una ciutat nova Neustadt, a la riba dreta de l'Elde que el 1282 va fusionar amb Parchim. De 1238 a 1248 va ser la residència de la senyoria Parchim-Richenberg. De 1289 al 1310 la ciutat va ser fortificada amb muralles, de les quals subsisteix una part, i fora de la ciutat es va construir un landwehr, per a protegir les terres de conreu i marcar la frontera del territori.
Vers 1530 va arribar la reforma protestant i els frares franciscans van abandonar la ciutat. El 1586 i el 1612 la ciutat va patir un gran incendi. La Guerra dels Trenta Anys va ser la catàstrofe següent i entre 1637 o 1639 les tropes de la Lliga catòlica van fer estralls amb vehemència. El 1648 només quedaven uns 1.300 habitants dels ± 5.000 de l'inici del segle. A poc a poc la ciutat va recobrar-se i el 1789 tenia 4.000 habitants, dels quals una important colònia jueua.

## Economia
Excepte els serveis i les pimes de proximitat, només queda una gran indústria, una fàbrica de forns. Un projecte de crear un centre de transport i de logística a l'entorn de l'antic aeroport militar i transformat per a usos civils, tot i la seva capacitat de rebre avions de gran càrrega i les seves connexions amb autopista i ferrocarril, té dificultats per a engegar-se de debò. En l'actualitat, l'aeroport s'utilitza principalment com centre de formació als oficis aeroportuaris i aeronàutics.

## Llocs d'interès

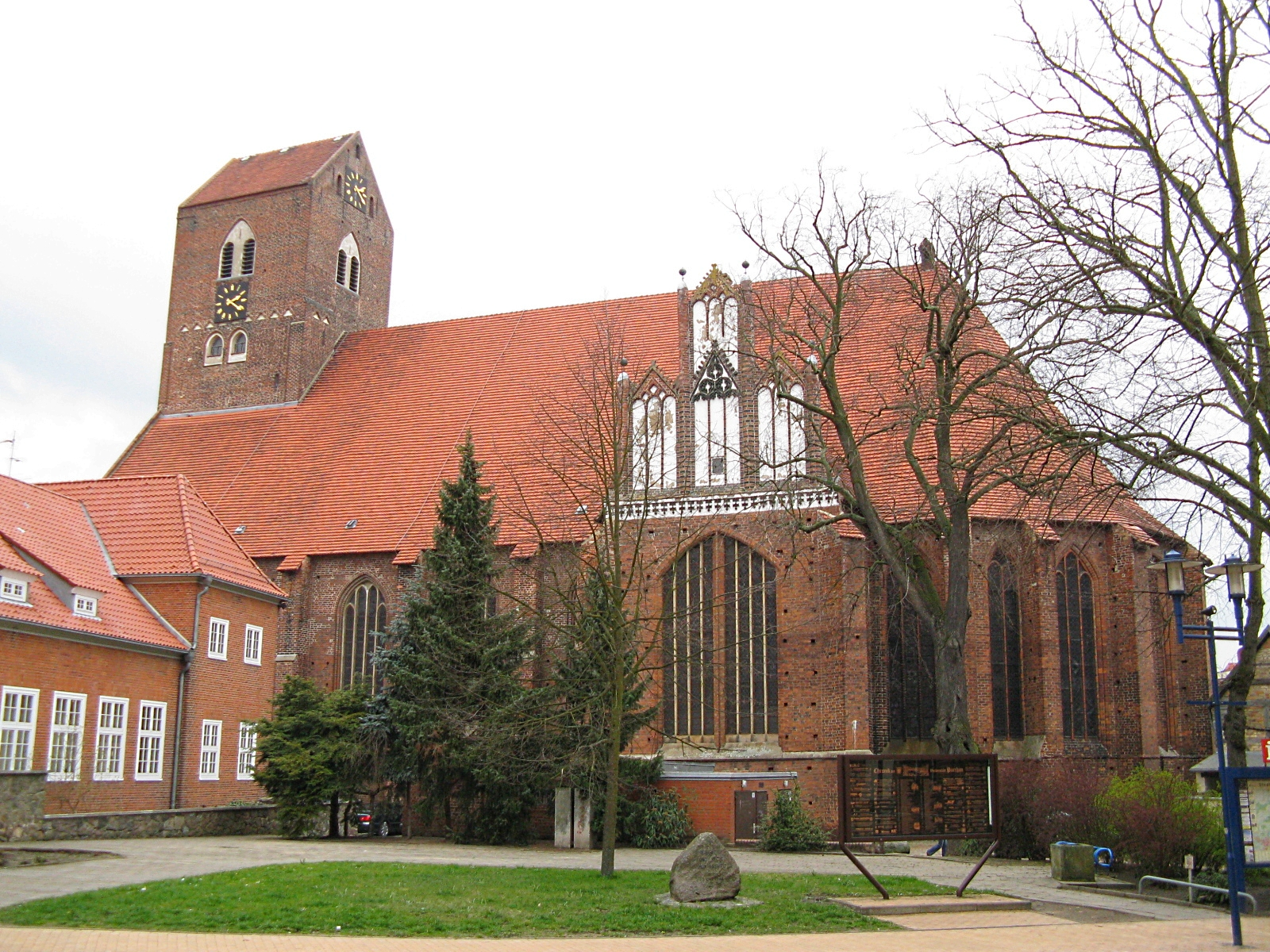
Església de Jordi
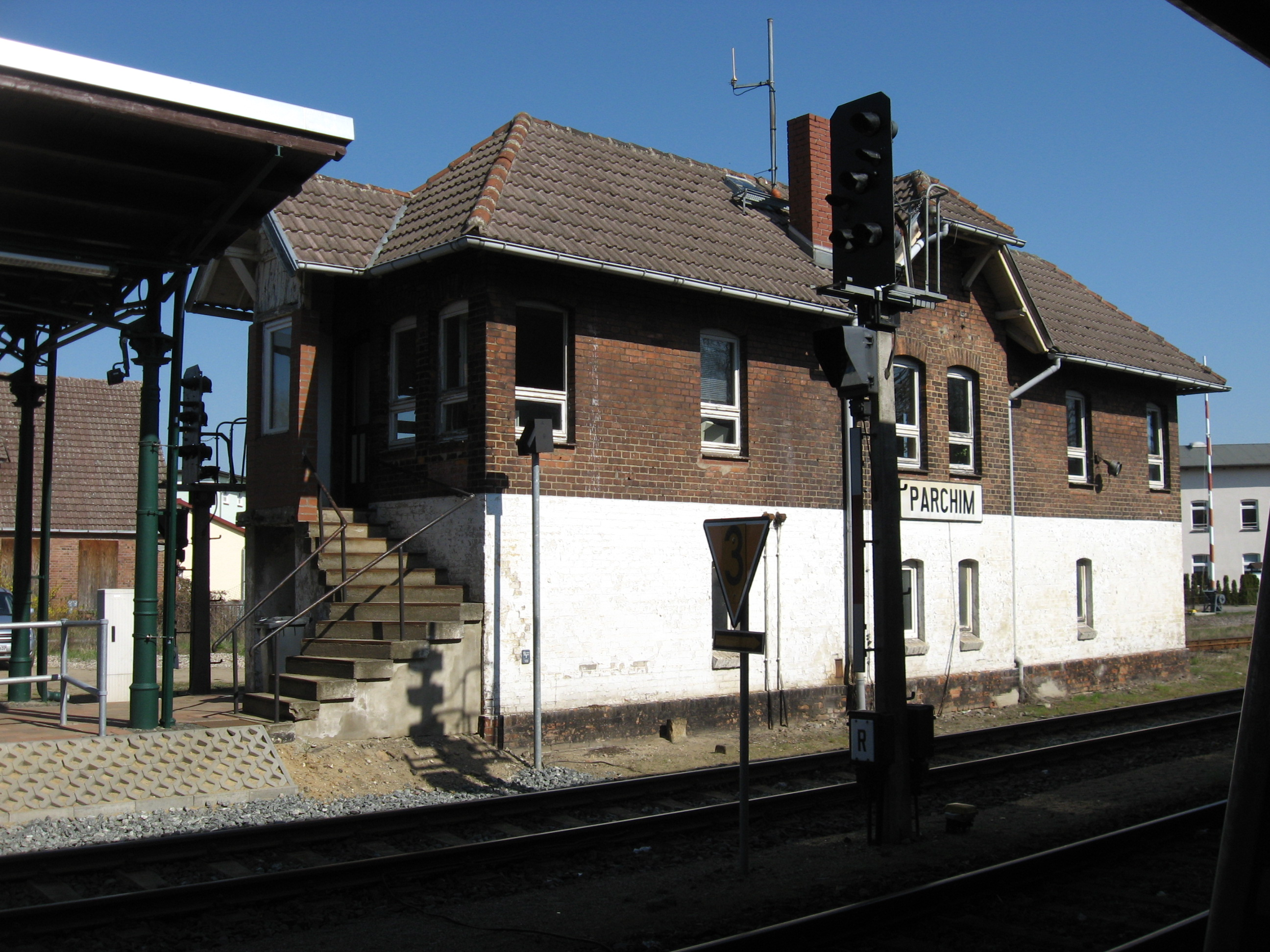
Estació
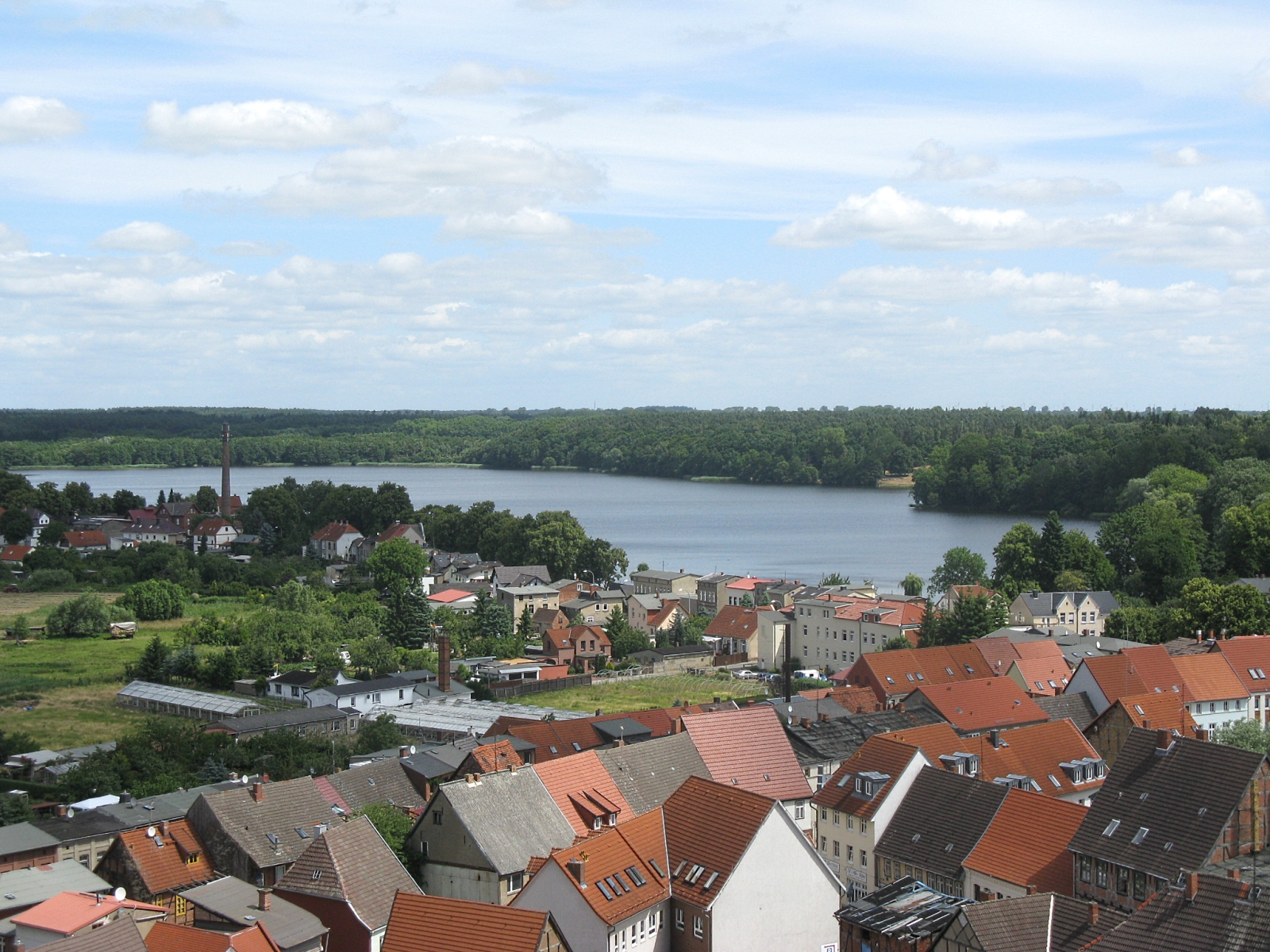
El llac del Wockersee
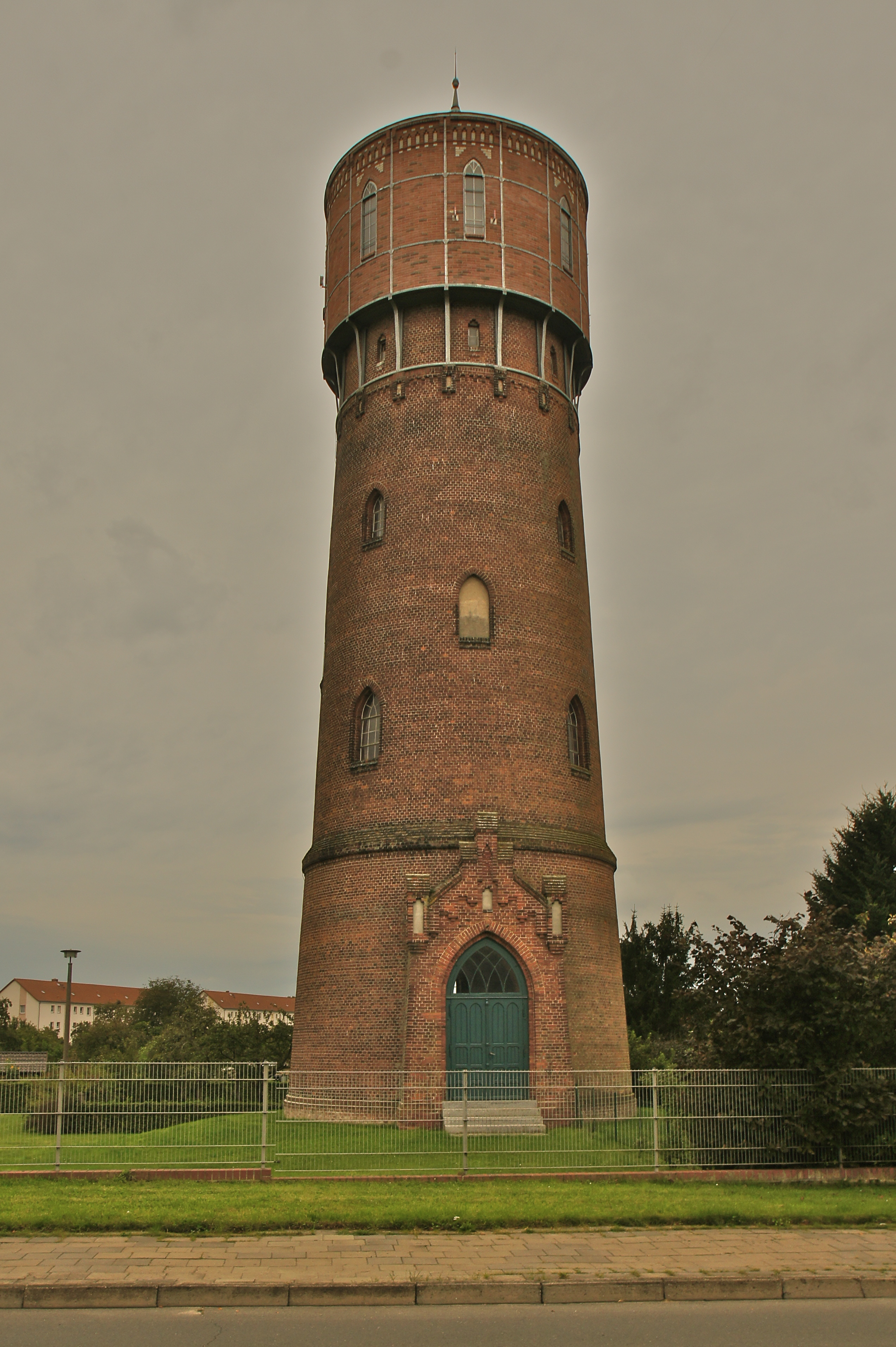
Torre d'aigua
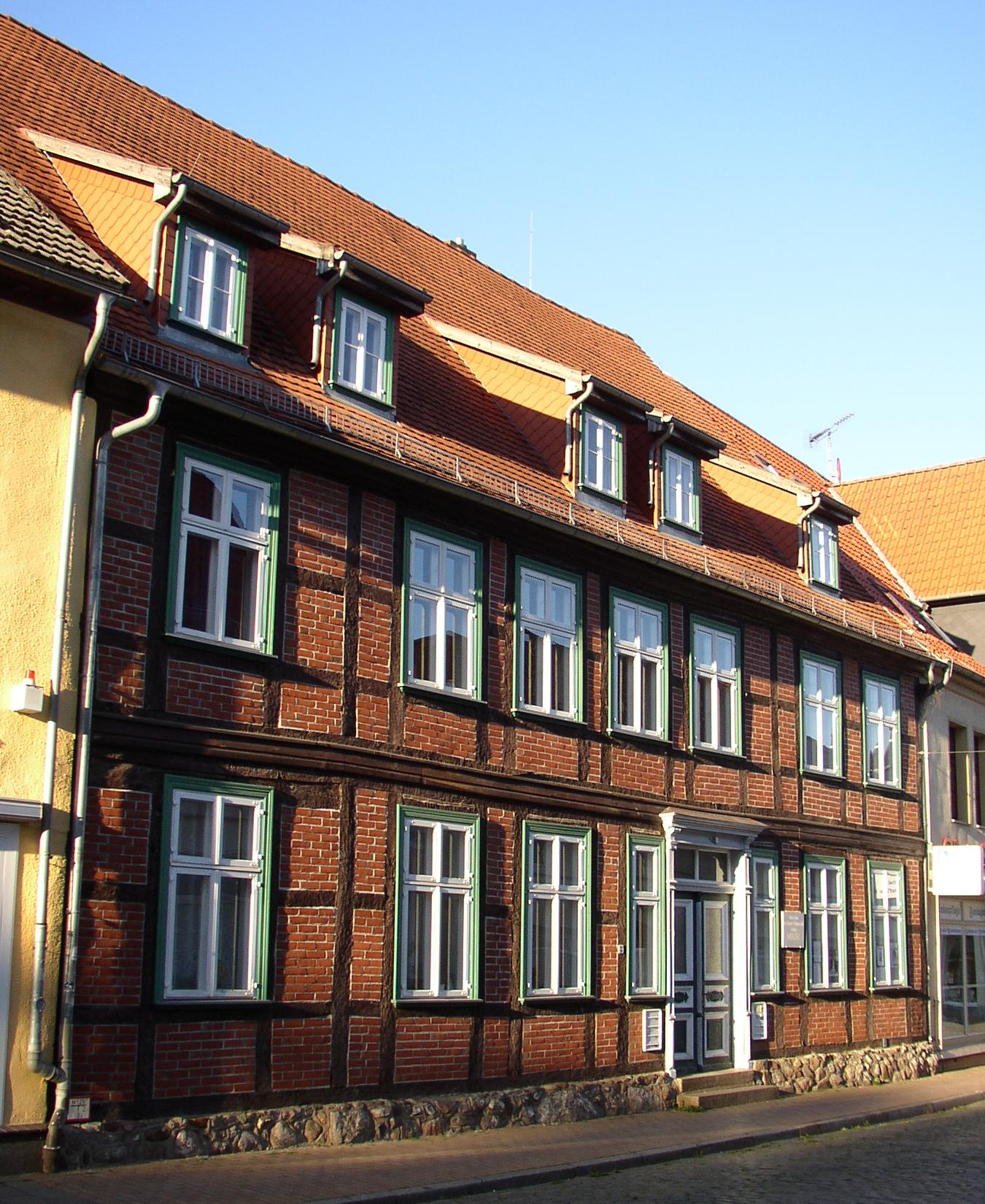
Casa Moltke
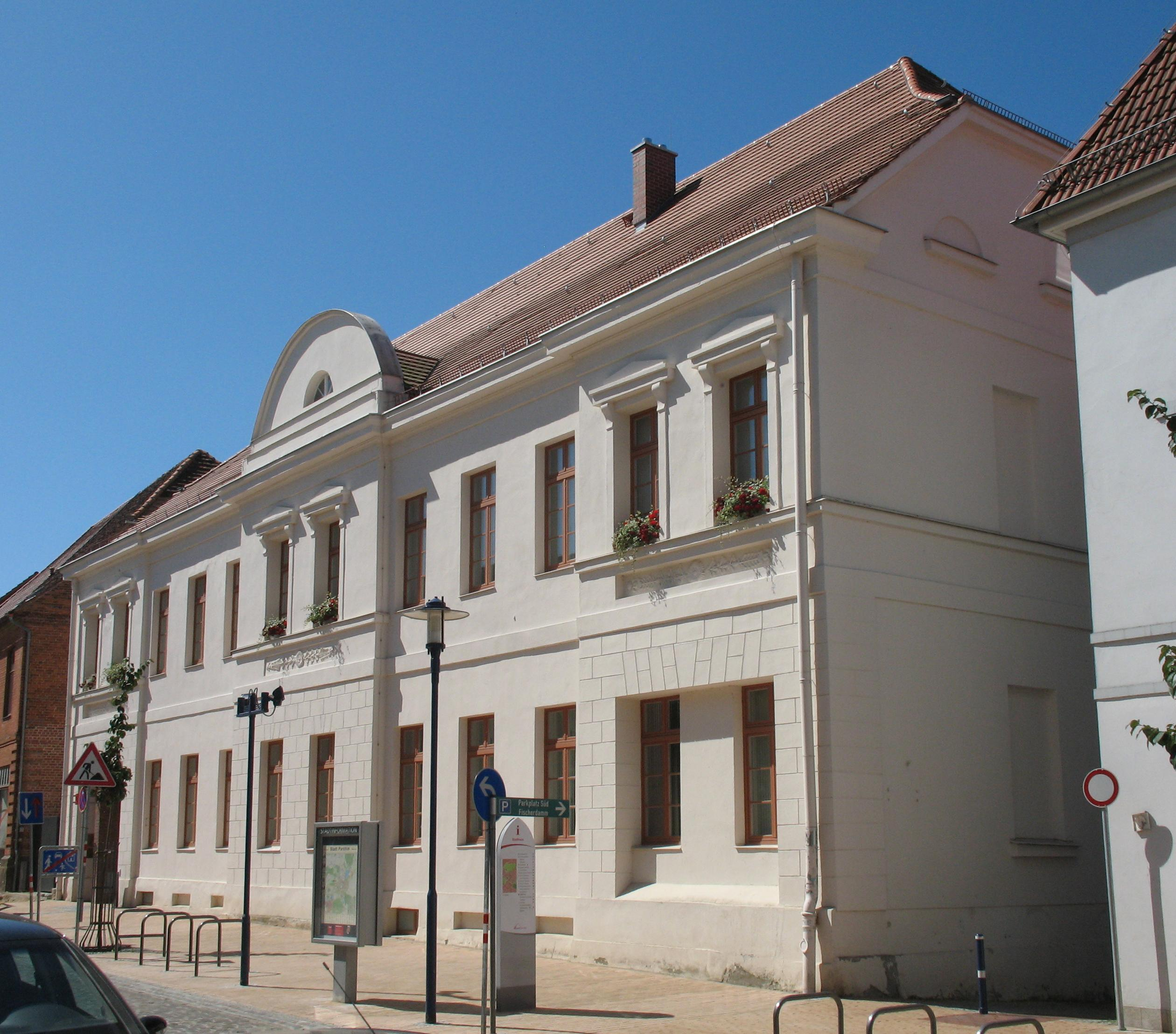
Casa barroca al carrer Blutstrasse 5
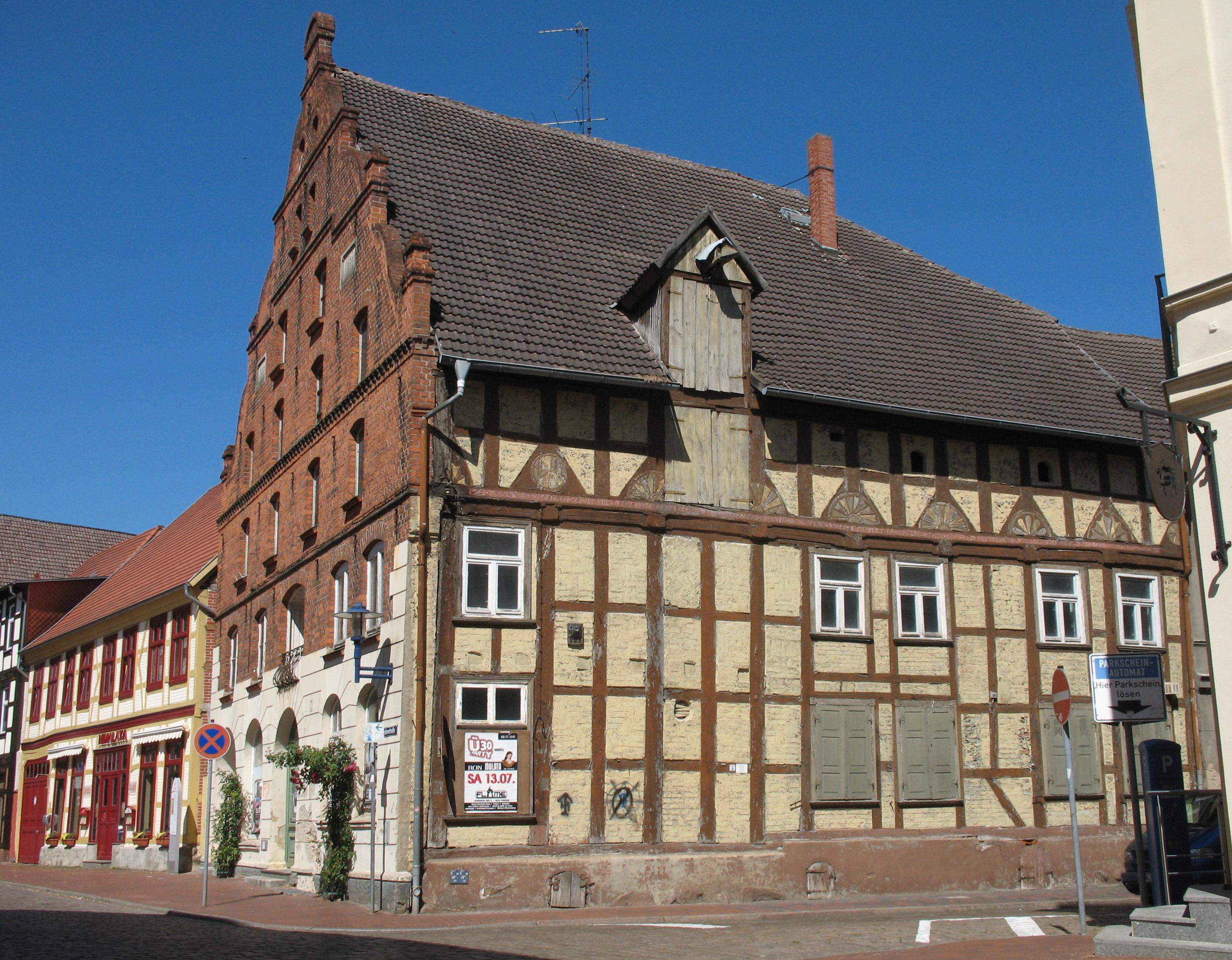
Casa d'entramat de fusta a la Lindenstrasse 6

## Persones de Parchim
- Helmuth von Moltke (1800-1891), mariscal
- Heinrich Elmenhorst músic i eclesiàstic.

## Ciutats agermanedes
- Neumünster (Slesvig-Holstein)
- Saint-Dizier (França)
- Rubene (Letònia)
- Peer, antiga Bona Vila del Principat de Lieja, (Bèlgica)